# La Fille de la brousse

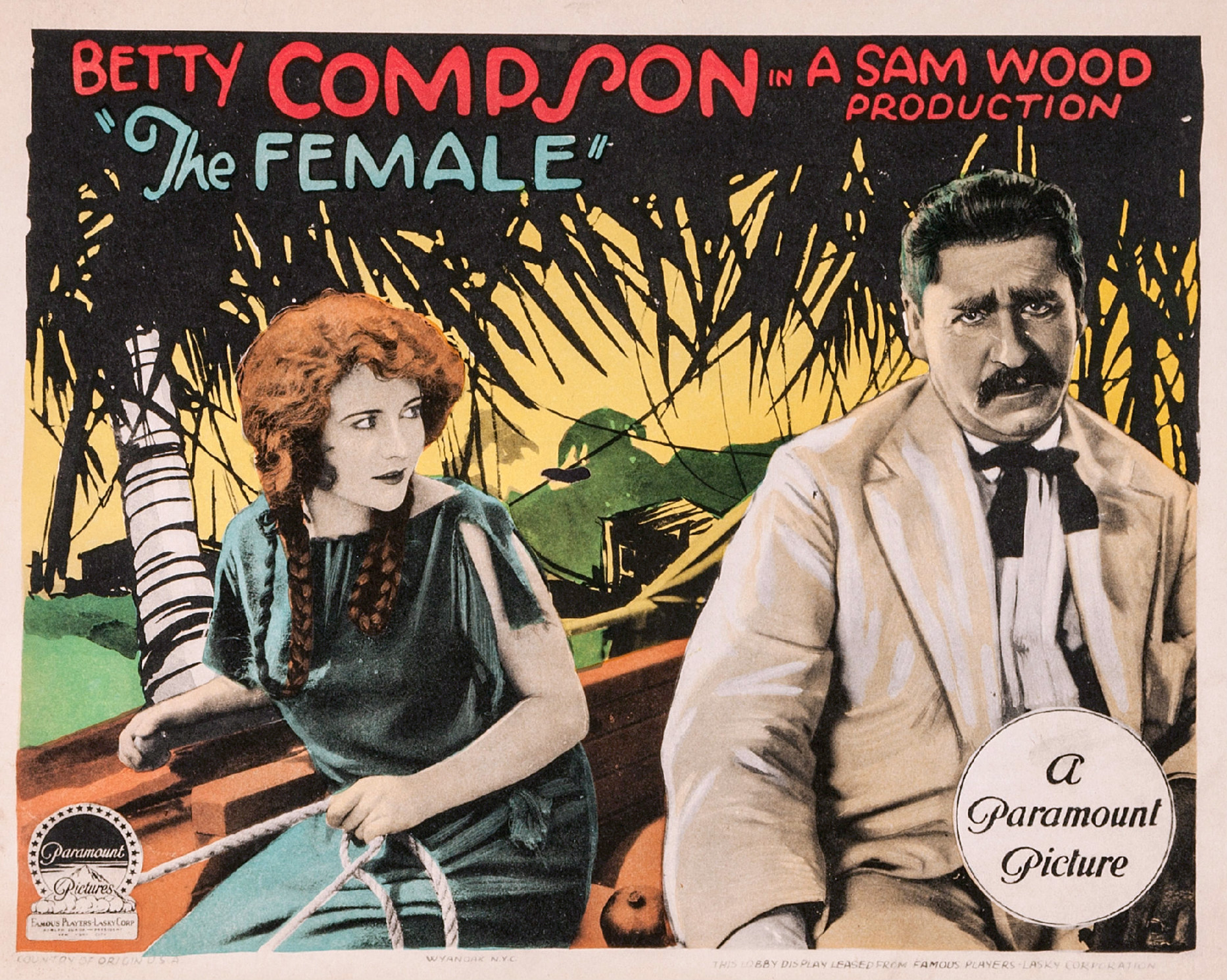
Carte promotionnelle du film.

La Fille de la brousse (The Female) est un film américain réalisé par Sam Wood et sorti en 1924.

## Synopsis
Bien qu'elle soit attirée par le colonel Valentia, Dalla, une impétueuse orpheline sud-africaine, accepte le mariage avec son bienfaiteur, Barend de Beer, après son séjour en Angleterre. Lors d'une chasse au lion, Beer est tué par Clon Biron, un rival jaloux. Dalla est accusée du meurtre, mais la vérité finit par être établie.

## Fiche technique
- Titre original : The Female
- Réalisation : Sam Wood
- Scénario : Agnes Christine Johnston d'après le roman Dalla, the Lion Cub de Cynthia Stockley[1].
- Producteurs : Adolph Zukor, Jesse Lasky
- Photographie : Alfred Gilks
- Genre : Romance[2]
- Distributueur : Paramount Pictures
- Durée : 70 minutes (7 bobines)[3]
- Date de sortie : 31 août 1924

## Distribution

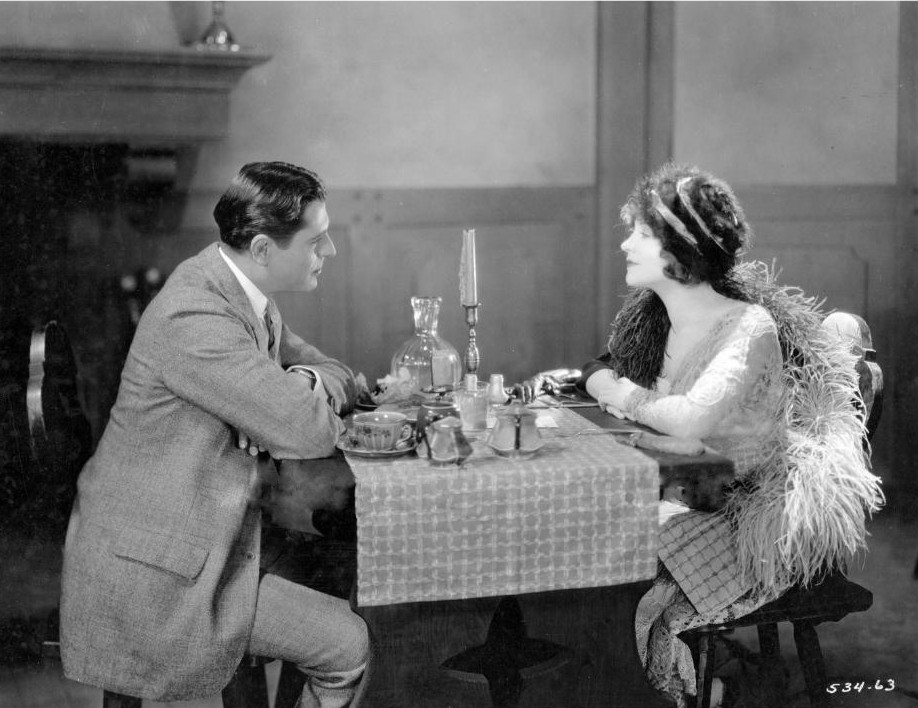
Photo extraite du film.

- Betty Compson : Dalla
- Warner Baxter : Colonel Valentia
- Noah Beery : Barend de Beer
- Dorothy Cumming : Clodah Harrison
- Freeman Wood : Clon Biron
- Helen Butler : Laura Alcutt
- Pauline French : Mrs. Cstigne
- Edgar Norton : Clyde Wiel
- Florence Wix : Lady Malete